# Ämnebo
Ämnebo är en by i Ovanåkers distrikt (Ovanåkers socken) i Ovanåkers kommun, Gävleborgs län (Hälsingland). Byn ligger söder om Länsväg 301 och (numera avstängda) järnvägslinjen Bollnäs–Orsa, strax utanför tätorten Edsbyn.
SCB avgränsade här en småort mellan 1995 och 2020.